# Kloster Neuenhaus
Kloster Neuenhaus ist eine Siedlung innerhalb des Wittmunder Stadtteils Hovel. Sie liegt südöstlich des Kerndorfes Hovel, westlich von Leerhafe und südlich des Wohnplatzes Kloster Amerika.

## Name
Als Kloster Neuenhuss beziehungsweise Kloster Neuenhauss lässt sich der Doppelname zum ersten Mal für 1602 nachweisen. Als Kloster Nienhaus findet sich der Name im Auricher Schatzungsregister von 1645. Weitere Varianten waren Neuenhaus (1787), Neuenhaus bei Kloster (1871) und Klosterneuenhaus (1897). 1943 wurde die Ortsbezeichnung Klosterneuenhaus durch das Reichsamt für Landesaufnahme in Kloster-Neuenhaus verändert. Der Einzelname Neuenhaus hat eine längere Geschichte. Das Ostfriesische Urkundenbuch erwähnt ihn für 1497 als ton  Nyenhuse. In der sogenannten Kopfschatzung lautet der Name 1719 Neuen Hauß.

## Geschichte
Das Stichwort Kloster verweist vermutlich auf ein ehemaliges Vorwerk der Johanniterkommende Burmönken, die 1514 einer Brandschatzung durch die Schwarze Garde (zwarte hoops) zum Opfer fiel. Auf das gleiche Vorwerk bezieht sich auch der Name Kloster Amerika.
Die Moor- und Heidekolonisation begann in Kloster Neuenhaus um 1814, also kurz nach der sogenannten Französischen Zeit. Die im Zuge der Binnenkolonisierung Ostfrieslands obrigkeitlich angeordnete Ansiedlung von Kolonisten führte zu manchen Konflikten mit den Alteingesessenen. Eine der Konsequenzen war, dass 1845 die bis dahin gemeinschaftlich genutzte Weide, die eine Größe von ungefähr 170 Hektar hatte und ein besonderes Streitobjekt zwischen Alt- und Neusiedlern war, unter allen Anwohnern aufgeteilt wurde. Ähnliche Weideteilungen fanden auch in anderen Nachbarortschaften statt.
In kommunaler Hinsicht war Kloster Neuenhaus immer mit dem Dorf Hovel verbunden. Im 19. Jahrhundert war es deshalb auch Teil einer Bauerschaft innerhalb des Kirchspiels Leerhafe, die aus Hovel, Rispel und Leerhafe bestand und die sich im weiteren Verlauf des Jahrhunderts zu einer „Sammtgemeinde“ entwickelte, in der jede der drei Dörfer über eine gewisse politische Eigenständigkeit verfügte. Kommunalpolitische Differenzen führten dazu, dass 1901 Hovel mit Kloster Neuenhaus und seinen anderen Ortsteilen von der Samtgemeinde abgetrennt und unter dem Namen „Gemeinde Hovel“ die Selbständigkeit erhielt. Das Leerhafer Standesamt sowie die dortige Armenverwaltung blieben aber weiterhin für Hovel zuständig. Im Zuge der Kommunalreform wurde Hovel – und damit auch Kloster Neuenhaus – am 16. August 1972 Teil der Stadt Wittmund.
Um 1823 befanden sich in Kloster Neuenhaus drei Haushaltungen und zwölf Bewohner. Für 2012 gibt Müllers großes deutsches Ortsbuch 27 Einwohner an.

## Verkehrsanbindung
Kloster Neuenhaus liegt am Neuhausweg, der von der Hoveler Straße (Kreisstraße K27) nach Süden hin abzweigt und die K27 mit der K41 (Müggenkruger Straße) verbindet. Die K27 führt von Leerhafe über Hovel, Farlage und Borgholt nach Collrunge (K28). Über einen direkten Anschluss an den Öffentlichen Personennahverkehr verfügt Kloster Amerika nicht. Im benachbarten Leerhafe verkehrt die Linie 311 des Verkehrsverbundes Ems-Jade. Sie führt in nördlicher Richtung über Isums nach Wittmund und nah Süden über Rispel und Reepsholt nach Friedeburg. In Rispel gibt es eine Umsteigemöglichkeit nach Jever.